# 極氪X
極氪X是吉利控股集团旗下品牌极氪於2023年4月推出的一款纯电动超小型跨界SUV，也是该品牌旗下的第三款量产车。

## 历史
2023年2月3日，极氪宣布旗下第三款车型命名为极氪X，定位“新奢全能SUV”。车名“X”代表无限，官方解释是“解开一切伟大方程式的开始”，亦为极氪第一款不以数字命名的车型。4月12日，极氪X正式上市，并公布中国大陆售价，价格区间为18.98万元—20.98万元，同年6月12日起开启交付。
2023年6月，欧洲版极氪X在荷兰、瑞典开始预售。同年9月慕尼黑车展期间，极氪宣布在德国启动极氪X的预售，起价为44990欧元。2024年3月25日，极氪宣布极氪X进入泰国市场，计划2024年第三季度开启交付。

## 特征

### 车身与外观

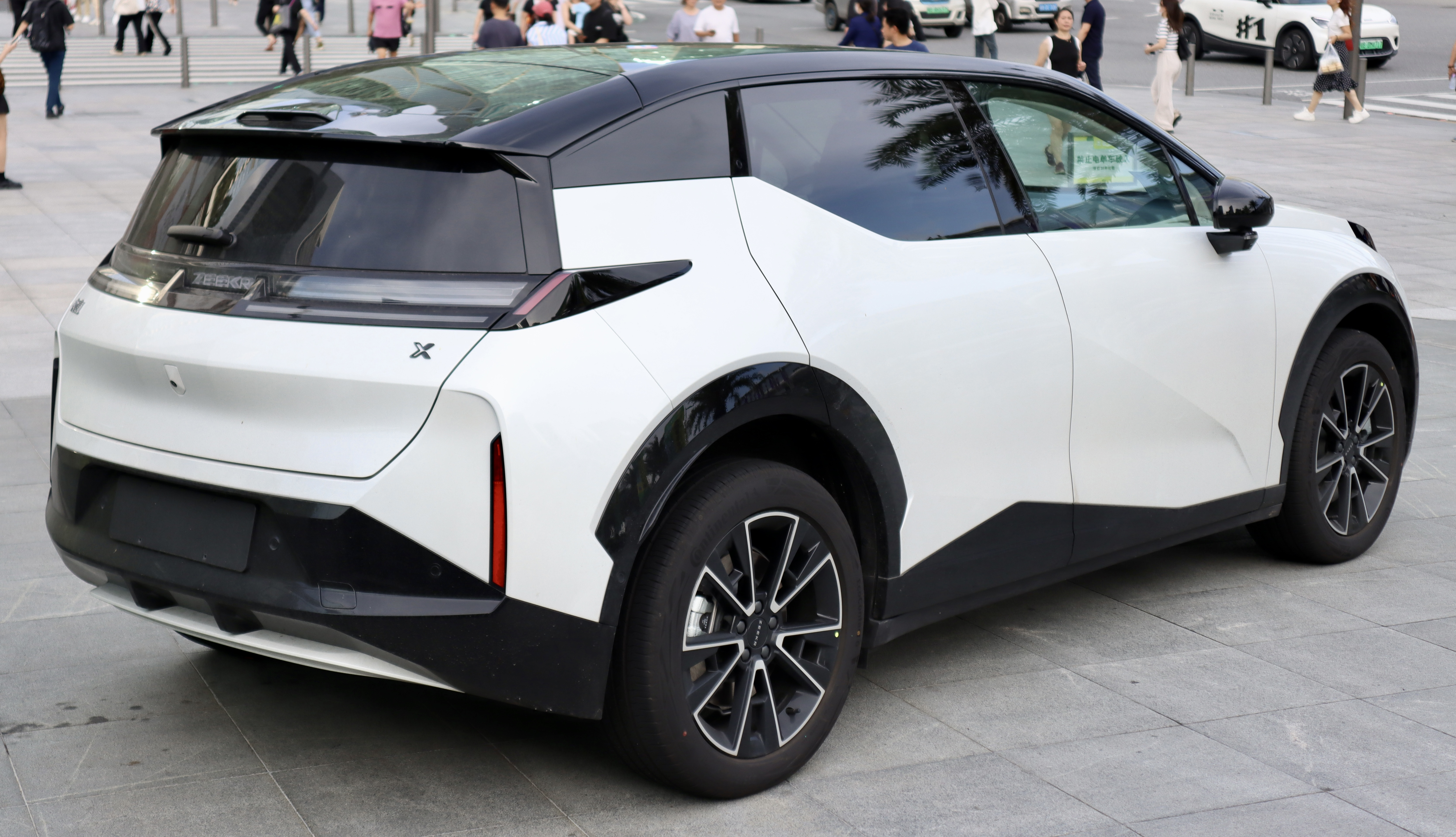
极氪X后侧

极氪X的车身研发以“全球五星安全标准”为定位，整车顶压承重达9吨，可以吸收和分散来自不同方位的碰撞能量；而门槛梁采用8宫格设计。

### 动力系统
极氪X分为单电机后驱版（可选配双电机）和双电机四驱版两个版本，配备66 kWh 镍钴锰酸锂电池，续航里程500-560公里；电池包采用无热蔓延、不起火的设计。双电机版（四驱版）最大输出315kW，最大扭矩543 Nm，百公里加速3.7秒；单电机版（后驱版）最大输出200kW，续航里程560公里，百公里加速5.8秒。該車的电动机和电池均由吉利汽車全资子公司VREMT（威睿电动汽车技术）制造，与Smart #1共用SEA浩瀚架构平台。极氪X采用四轮独立悬架与路感优化液压衬套，并配备智能集成制动系统、高性能电驱动系统与全路况智能防滑系统。

### 内饰与硬件

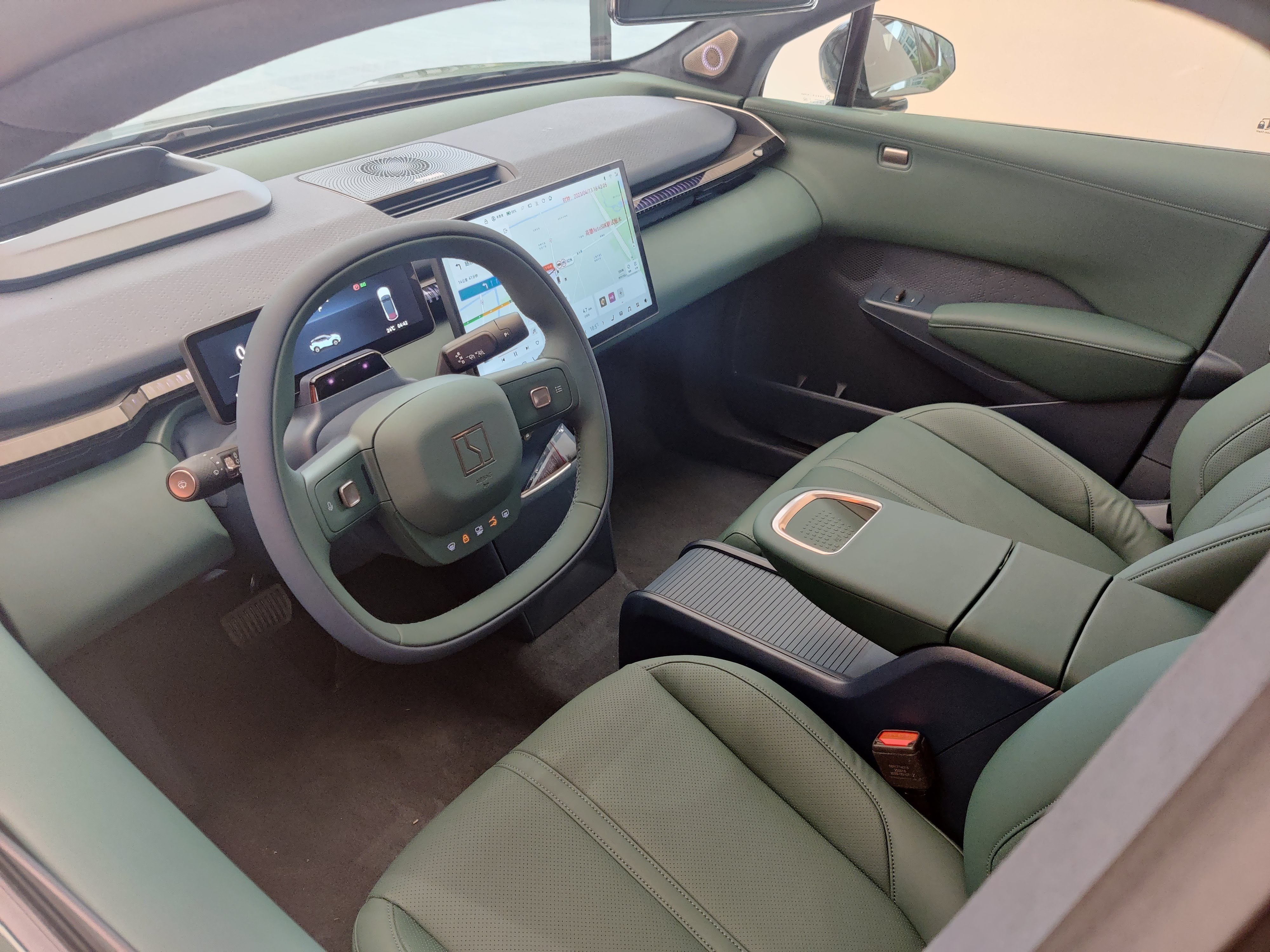
极氪X内饰

极氪X主驾配备24.3英寸AR-HUD显示屏和8.8英寸液晶仪表屏，同时为副驾配备14.6英寸电动滑移智慧屏，可以根据需要滑动至居中或副驾的位置，并搭配13个扬声器及雅马哈环绕立体音响系统。此外，该车亦可选装5.7升车载冰箱及智能B柱交互系统。交互系统配备一个ToF 3D摄像头和一块多媒体触控屏，可通过人脸识别实现车辆的开关锁，触控屏可实现车辆智能交互。全车配备4D云端零重力座椅，在后排座椅折叠的情况下后备箱容积可以从362升扩大至1,182升。

## 事故
2024年3月24日，在2024南京国际新能源汽车展览会上，展览的极氪X车辆突然启动撞伤两人。事故共造成5人受傷。